# Ectopatria pelosticta
Ectopatria pelosticta là một loài bướm đêm thuộc họ Noctuidae. Loài này có ở New South Wales, Queensland, Nam Úc và Tây Úc.